# Thysanus ater
Thysanus ater är en stekelart som beskrevs av Walker 1840. Thysanus ater ingår i släktet Thysanus och familjen långklubbsteklar. Arten är reproducerande i Sverige. Inga underarter finns listade i Catalogue of Life.